# Phare de Bullock's Point
Le premier phare de Bullock's Point (en anglais : Bullock's Point Light) était un phare actif situé sur la Providence River (en) dans le Comté de Providence (État de Rhode Island). Il a été irrémédiablement endommagé par l' ouragan de 1938 et a été remplacé l'année suivante par un feu automatisé placé sur une tour en acier.

## Histoire
De Bullock's Point, un grand banc de sable s'étend dans la rivière Providence. En 1860, l'United States Lighthouse Board a fixé une balise de jour à la pointe sud-ouest du haut-fond. En 1872, une petite jetée a été construite sur le site pour y placer une balise portable, gérée par les gardiens du phare de Sabin Point. Jugé insuffisant, la jetée a été agrandie en 1875 et une maison à ossature y a été placée, avec la lanterne faisant saillie à partir du centre du toit. Des difficultés de construction dues aux intempéries ont retardé l’éclairage du nouveau phare jusqu’en 1876. Au fil des années, des terrasses ont été ajoutées au bas de la maison.
Bien que l'ouragan de 1938 n'ait pas complètement détruit le phare, les dégâts ont été graves. L'un des murs d'extrémité était totalement détruit et les escaliers menant au deuxième étage ont été détruits. Néanmoins, le gardien, Andrew Zuius, a pu se réfugier en haut et a même gardé la lumière allumée pendant la tempête. Il a continué à entretenir la lumière pendant l’année suivante, alors qu’il vivait à terre.
En 1939,le gardien fut transféré au phare de Palmer Island et la maison fut démolie. Une tour moderne en acier a été placée sur les vestiges de la jetée et reste en service jusqu'à présent.

## Description
Le phare  est une tour métallique à claire-voie de 9 m de haut, avec une balise moderne solaire. Son feu à occultations émet un éclat blanc de 2 secondes par période de 4 secondes. Sa portée est de 7.5 milles nautiques (environ 14 km).

## Caractéristiques dufeu maritime
Fréquence : 4 secondes (W)
- Lumière : 2 secondes
- Obscurité : 2 secondes

Identifiant : ARLHS : USA-092 ; USCG : 1-18345 - Amirauté : J0592 .

### Lien connexe
- Liste des phares au Rhode Island